# Kleiner Storchschnabel
Der Kleine Storchschnabel (Geranium pusillum), auch als Zwerg-Storchschnabel bezeichnet, ist eine auch in Mitteleuropa verbreitete Pflanzenart, die zur Familie der Storchschnabelgewächse (Geraniaceae) gehört.

## Beschreibung

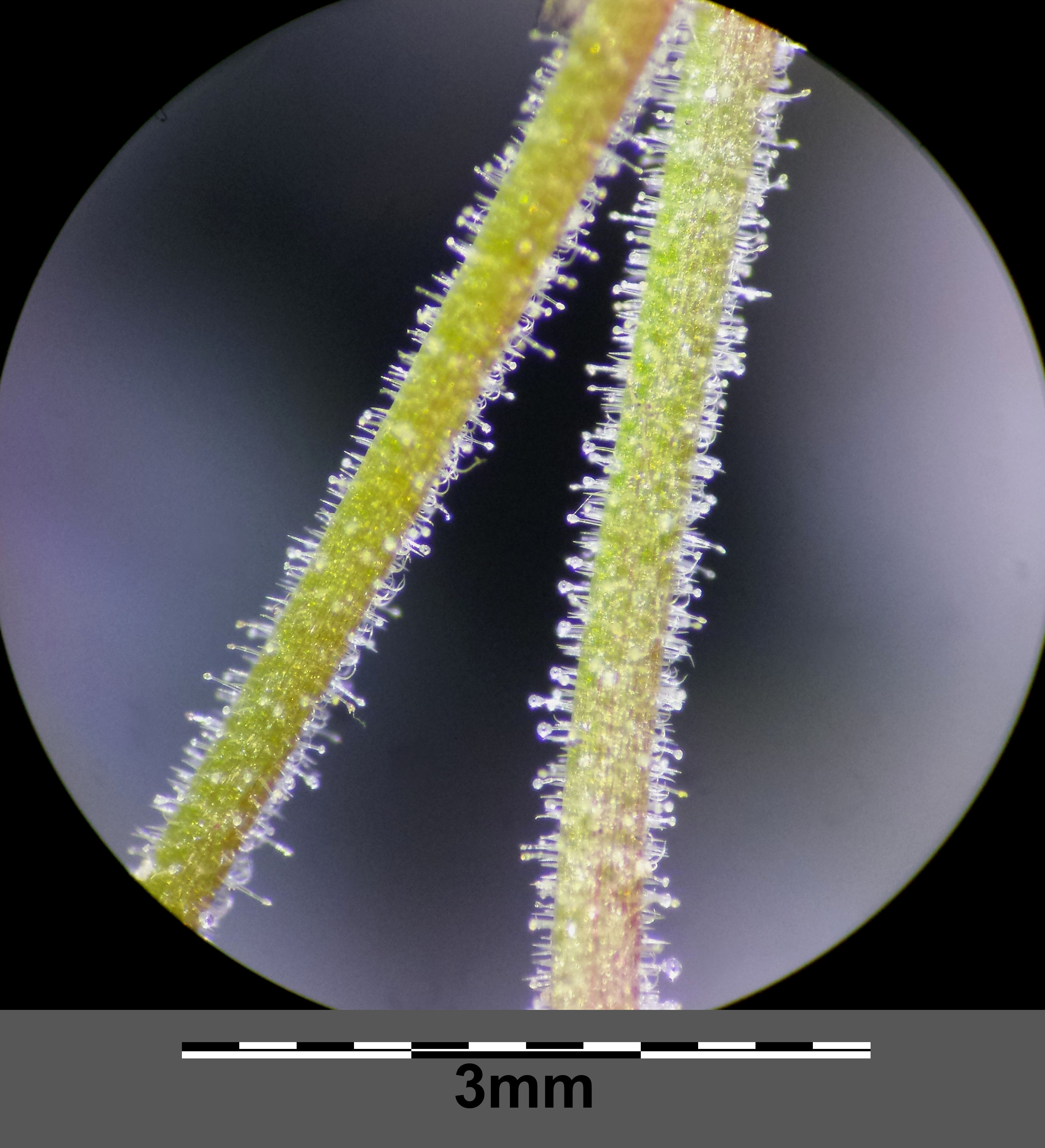
Die Blütenstiele sind mit rund 0,2 mm langen drüsenlosen und Drüsenhaaren besetzt.

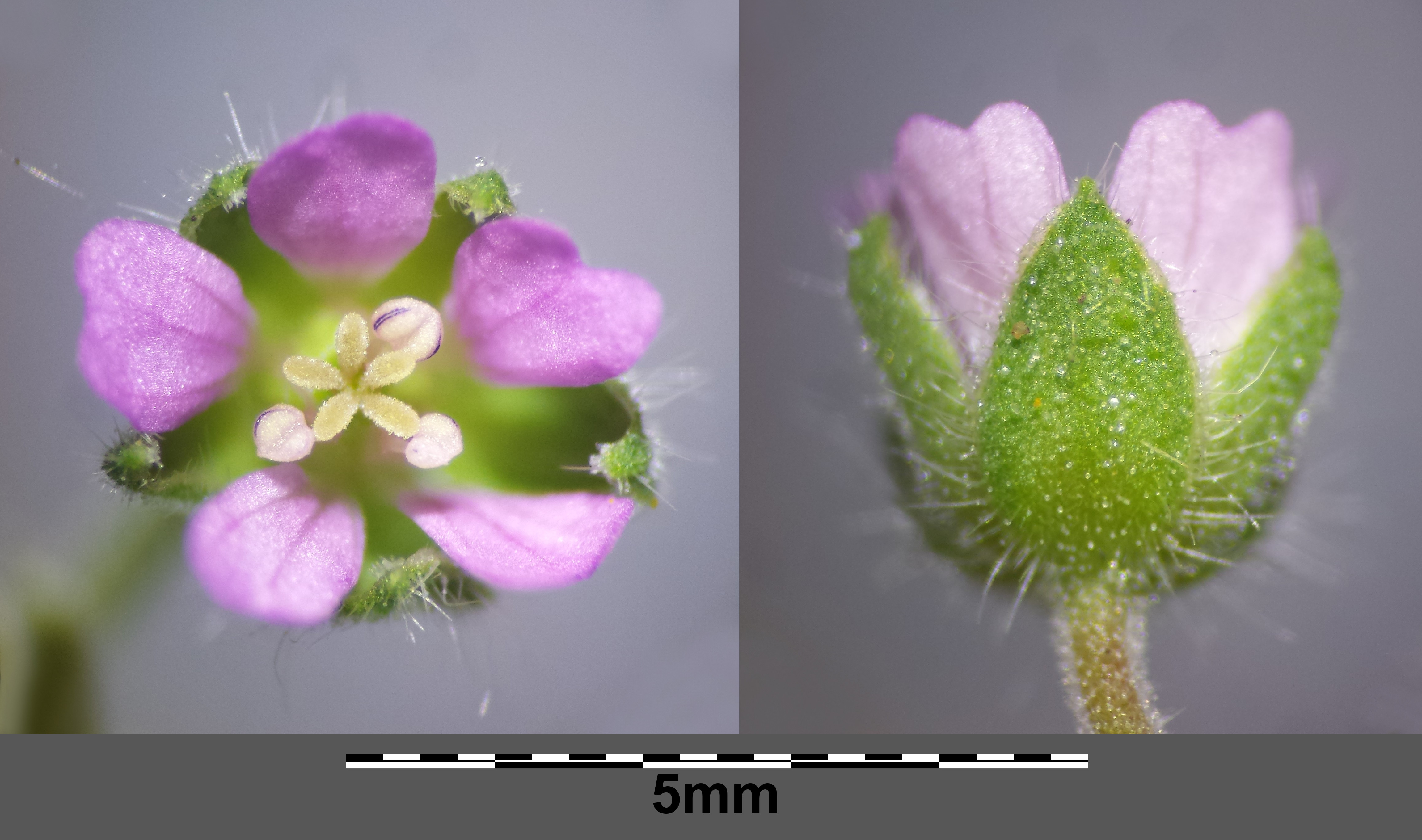
Blüte

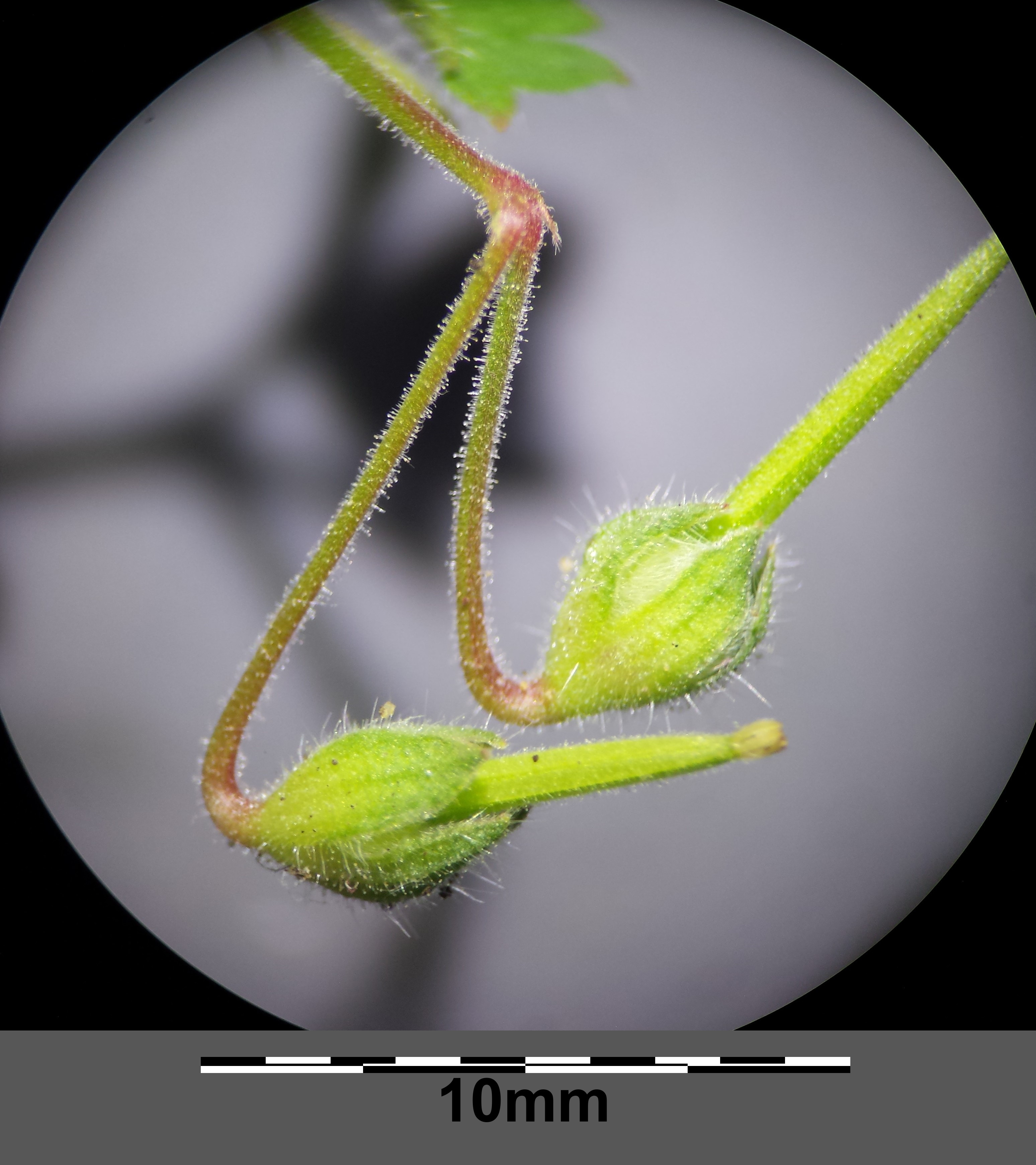
Fruchtstand

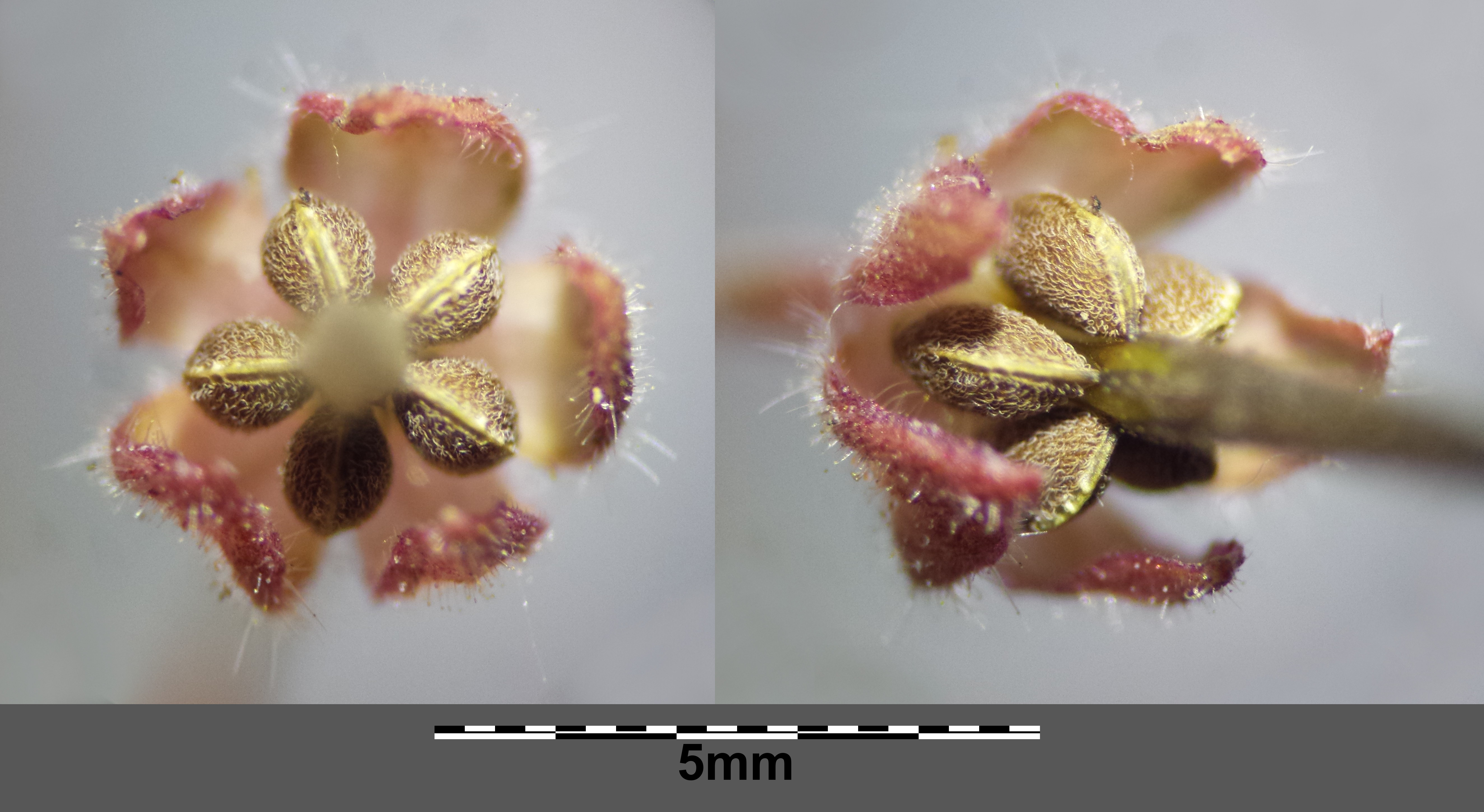
Die Fruchtklappen sind behaart.

Der Kleine Storchschnabel ist eine ein- oder zweijährige Pflanze (sommer- oder winterannuell). Er erreicht Wuchshöhen von 15 bis 30 Zentimeter. Die Stängel sind niederliegend oder aufsteigend und werden 50 (selten 70) Zentimeter lang. Sie sind stark verzweigt, abstehend kurz behaart, häufig verkahlend, an der Oberseite meist drüsenhaarig.
Die Laubblätter der grundständigen Rosette sind 4 bis 8 Zentimeter lang gestielt. Ihre Blattspreite ist 1 bis 3 Zentimeter breit, im Umriss rundlich und zu 3/4 in fünf bis sieben (selten neun) Lappen geteilt. Die Stängelblätter sind gegenständig, in der Nähe der Blüten auch scheinbar wechselständig. Sie sind 0,5 bis 5 Zentimeter lang gestielt. Ihre Blattspreite ist 2 bis 3 (selten 5) Zentimeter breit, auf beiden Seiten weich behaart und 3/5 bis 4/5 in fünf bis sieben Lappen geteilt. Die Lappen selbst sind (selten zwei- bis fünf-) meist dreizipfelig. Die Nebenblätter sind klein, spitz und bewimpert.
Die Teilblütenstände sind meist zweiblütig und überragen meist die Tragblätter. Sie sind 3 bis 10 Millimeter, die untersten auch bis 20 Millimeter lang gestielt. Die Blütenstiele selbst sind 6 bis 12 Millimeter lang, spreizend bis herabgeschlagen, zur Fruchtreife dann wieder aufrecht. Stiel wie Kelch tragen 0,1 bis 0,2 Millimeter lange, abstehende drüsenlose und drüsige Haare. Die zwittrigen, radiärsymmetrischen, fünfzähligen Blüten weisen einen Durchmesser von maximal einem Zentimeter auf. Die fünf behaarten Kelchblätter sind meist 2,5 bis 5,5 (1 bis 6) Millimeter lang und kurz bespitzt. Neben den kurzen Haaren tragen sie auch 0,5 bis 1 Millimeter lange Seidenhaare. Die fünf blasslilafarbenen Kronblätter sind mit einer Länge von 2,5 bis 4 Millimeter etwa so lang wie der Kelch. Sie sind schwach ausgerandet und der Nagel ist bewimpert. Drei bis fünf der zehn Staubblätter sind zu Staminodien reduziert. Die Staubfäden sind weißlich und die Staubbeutel sind violett. Die Narben sind violett.
Die Frucht ist angedrückt behaart und 8 bis 12 Millimeter lang. Die Fruchtklappen sind rund 22 Millimeter lang, dicht anliegend, aber nicht drüsig behaart. Der Fruchtschnabel trägt Flaum- und kurze Drüsenhaare. Die Samen sind glatt und hellbraun.
Die Chromosomenzahl beträgt 2n = 26, 34 oder 36.

## Ökologie

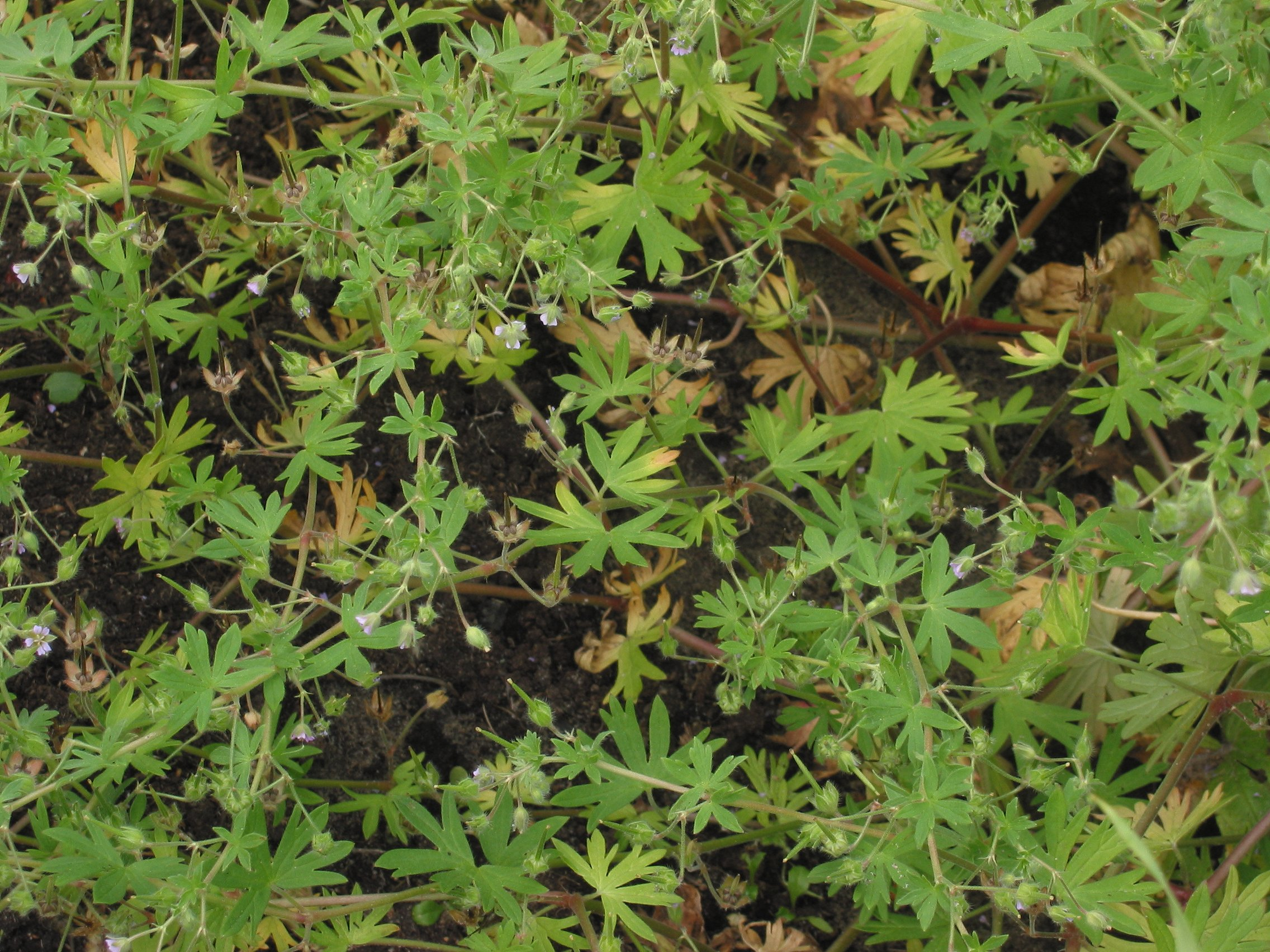
Bestand des Kleinen Storchschnabels

Die Blütezeit reicht von Mai bis Oktober. Die Blüten sind leicht proterogyn. Neben Insektenbestäubung kommt auch Selbstbestäubung häufig vor. Als Bestäuber fungieren Syrphiden, kleine Apoiden und Grabwespen. Der Blütenstand ist mit gestielten Drüsen ausgestattet, was kleine Insekten aber nicht am Aufkriechen hindert.
Die Früchte sind jung drüsig, sie wirken als Austrocknungsstreuer und Schleuderfrüchte; sie erreichen eine Schleuderweite bis 1,90 m. Die dicht anliegend behaarten Teilfrüchte nehmen begierig Wasser auf und haften sehr gut an feucht-nassen Wirbeltieren. Daraus ergibt sich ihre Ausbreitung als Wasserhafter und als Bodenkriecher auf wechselfeuchten Böden. Daneben erfolgt eine Bearbeitungsverbreitung durch Vögel und eine Zufallsausbreitung durch Paarhufer. Die Fruchtreife liegt zwischen Juni und Oktober.
Der Kleine Storchschnabel besitzt eine dünne Pfahlwurzel, die 60 Zentimeter Tiefe erreichen kann.

## Vorkommen
Der Kleine Storchschnabel kommt von Nordafrika über Europa bis nach Westasien (Afghanistan, Kaschmir, Russland) vor und hat eine meridionale bis temperate, eher ozeanische Verbreitung.
Er wächst an Wegrändern, Dorfplätzen, Weinbergen in nährstoffreichen, meist kalkarmen, oft sandigen bis lehmigen Böden. Er ist ein ausgesprochener Stickstoffzeiger. Er kommt von der kollinen bis in die montane (selten subalpine) Höhenstufe vor. In Mitteleuropa ist er eine Charakterpflanze der Klasse Chenopodietea. Er steigt im Puschlav bis 1640 Meter und im Wallis bis 2000 Meter Meereshöhe auf.
Die ökologischen Zeigerwerte nach Landolt et al. 2010 sind in der Schweiz: Feuchtezahl F = 2+ (frisch), Lichtzahl L = 4 (hell), Reaktionszahl R = 3 (schwach sauer bis neutral), Temperaturzahl T = 3+ (unter-montan und ober-kollin), Nährstoffzahl N = 4 (nährstoffreich), Kontinentalitätszahl K = 4 (subkontinental).

## Geschichte
Die Art wurde zuerst 1571 von Johann Thal als Geranium secundum minus von verwandten Arten unterschieden.